# Saughall Massie
Saughall Massie är en ort i distriktet Wirral, i grevskapet Merseyside, i England. Saughall Massie var en civil parish från 1866 till 1933 då den blev en del av Grange och Wallasey. Civil parish hade 749 invånare år 1931.